# Hachiōji
Hachiōji (japanisch 八王子市, -shi) ist eine Stadt am westlichen Rand der Kantō-Ebene in Japan und Teil der Agglomeration Tokio. Mit mehr als einer halben Million Einwohnern ist sie Zentrum der Tama-Region, des Westteils der Präfektur Tokio.

## Geographie
Hachiōji liegt am Fuße der Okutama-Berge, etwa 40 Kilometer westlich vom Zentrum Tokios. Auf drei Seiten ist die Stadt von Bergen umgeben. Diese bilden das Hachiōji-Becken, das sich nach Osten hin in Richtung Tokio öffnet. Zur südlichen Bergkette gehören der Takao (599 m) und der Jinba (877 m), zwei beliebte Ausflugsziele.
Angrenzende Städte und Gemeinden in der Präfektur Tokio sind Akiruno, Akishima, Fussa, Hino, Hinohara, Machida und Tama. Außerdem grenzt Hachiōji an die Stadt Sagamihara in der Präfektur Kanagawa.

## Geschichte
Hachiōji entstand in der ausgehenden Heian-Zeit (12. Jahrhundert) um eine alte, heute nicht mehr erhaltene Samurai-Festung herum, die 1584 den Namen Hachiōji erhielt. In der Edo-Zeit blühte Hachiōji auf als eine der 38 Poststationen auf der Fernstraße Kōshū Kaidō, die von Tokio über die Japanischen Alpen ans Japanische Meer führt. Hachiōji, bis dahin eine Stadt (machi) im Landkreis Süd-Tama und Sitz der Kreisverwaltung, wurde am 1. September 1917 zur kreisfreien Stadt (shi); sie war die zweite in der Präfektur Tokio nach der Stadt Tokio, die achte in Kantō und die 66. im ganzen Land.
Gegen Ende des Zweiten Weltkriegs wurde die Stadt zwischen Juni 1945 und August 1945 wiederholt durch die United States Army Air Forces (USAAF) bombardiert. Der folgenschwerste Angriff war ein Flächenbombardement mit Napalmbomben am 1. Juli 1945. Der Angriff zerstörte rund 65 % des Stadtgebietes und forderte 305 Tote (siehe Luftangriffe auf Japan). Seit April 2015 ist Hachiōji „Kernstadt“ und damit die erste kreisfreie Stadt in der Präfektur Tokio in einer der heutigen Sonderformen für Großstädte (seirei shitei toshi/chūkaku-shi/tokurei-shi) mit zusätzlichen Verwaltungskompetenzen.
Hachiōji hat sich seit Mitte der 1960er Jahre zu einer Satellitenstadt entwickelt. Die billigen Grundstückspreise waren auch der Grund für mehrere Tokioter Universitäten, mehrere Fakultäten und die Kurse vor allem für die niedrigen Semester nach Hachiōji zu verlegen. Die große Zahl an Studenten und die vielen Pendler haben dazu geführt, dass sich Hachiōji, mit mehreren Kaufhäusern und vielen Kneipen und Bars in der großen Fußgängerzone um die zwei Bahnhöfe herum, zu einem der lebendigsten Vororte Tokios entwickelte. Auf den Hausberg der Stadt, den Takao bietet sich bei klarer Sicht ein weiter Blick über die Kantō-Ebene bis zu den Wolkenkratzern Tokios.

## Verkehr

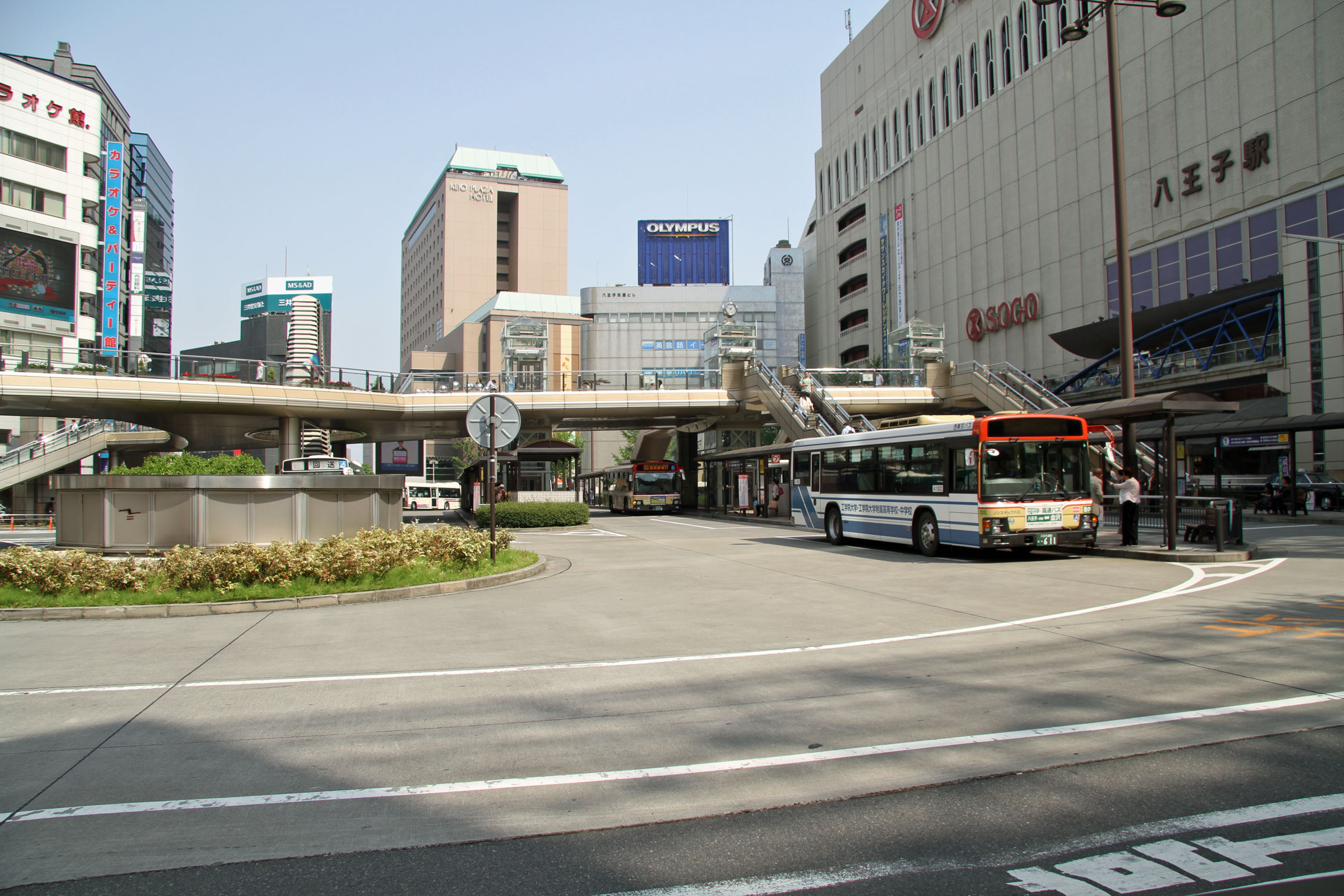
Bahnhof Hachiōji

Hachiōji ist von Tokio und Yokohama aus mit mehreren Bahnlinien in weniger als einer Stunde zu erreichen. Die von JR East betriebene Chūō-Hauptlinie mit dem Bahnhof Hachiōji führt vom Bahnhof Shinjuku über Shiojiri bis nach Nagoya. Hier zweigen die Yokohama-Linie zum Bahnhof Yokohama und die Hachikō-Linie nach Kawagoe ab. Ein weiterer bedeutender Bahnhof an der Chūō-Hauptlinie ist Takao. Die Bahngesellschaft Keiō Dentetsu betreibt die Keiō-Linie von Shinjuku zum Bahnhof Keiō-Hachiōji. Von dieser zweigt im Bahnhof Kitano die Keiō Takao-Linie nach Takaosanguchi ab. Von dort aus führt eine Standseilbahn der Takao Tozan Dentetsu auf den Berg Takao. 1929 eröffnete die Musashi Chūō Denki Tetsudō eine Straßenbahnlinie, die aber nur bis 1939 in Betrieb war.
Auf der Straße ist Hachiōji über die Chūō-Autobahn und die Ken’ō-Autobahn erreichbar. Hinzu kommen die Nationalstraße 16 nach Saitama, Chiba oder Yokosuka, die Nationalstraße 20 nach Tokio oder Shiojiri sowie die Nationalstraße 411. Der mittelalterliche Jimba Kaidō, eine Nebenroute des Kōshū Kaidō zwischen Edo und Kōfu, führt heute als Präfekturstraße 521 von Hachiōji über den Wada-Pass nach Fujino im modernen Sagamihara.
Der Asteroid (6612) Hachioji wurde am 27. April 2002 nach der Stadt benannt.

## Bildung
Derzeit sind 18 Universitäten und Campus auswärtiger Universitäten in der Stadt zu finden:
- Kōgakuin-Universität (Hachiōji-Campus, seit April 1963)
- Meisei-Universität (Hino-Campus (Hauptteil in Hino), seit April 1964)
- Teikyō-Universität (Hachiōji-Campus, seit April 1966)
- Zōkei-Universität Tokio (seit April 1966)
- Junshin-Frauenuniversität Tokio (seit April 1967)
- Kyōrin-Universität (Hachiōji-Campus, seit April 1970)
- Kunsthochschule Tama (Hachiōji-Campus, seit April 1971)
- Sōka-Universität (seit April 1971)
- Pharmazeutische Hochschule Tokio (seit April 1976)
- Takushoku-Universität (Hachiōji-Campus, seit April 1977)
- Chūō-Universität (Tama-Campus, seit April 1978)
- Nihon-Bunka-Universität (seit April 1978)
- Kyōritsu-Frauenuniversität (Hachiōji-Campus, seit April 1979)
- Kasei-Gakuin-Universität Tokio (Machida-Campus (eigentlich in Machida, jedoch an Stadtgrenze), seit April 1984)
- Technische Hochschule Tokio (Hachiōji-Campus, seit April 1986)
- Tokyo Metropolitan University (Minami-Ōsawa-Campus, seit April 2004)
  - Tōkyō-toritsu Daigaku (April 2004–März 2011)
- Nōkō-Universität Tokio (Außenstellen)
- Digital-Hollywood-Universität (Produktionsstudio)

Ehemalige:
- Kokugakuin-Universität (Hachiōji-Kampus, April 1967–März 1991)
- Temple-Universität

## Sehenswürdigkeiten
In Hachiōji befindet sich der Kaiserliche Friedhof Musashi mit den Mausoleen der Kaiser Taishō und Shōwa. Das Murauchi-Kunstmuseum zeigt vorwiegend französische Malerei des 19. und 20. Jahrhunderts. Das Tokyo Fuji Art Museum zeigt neben Kunst aus Europa auch Meisterwerke japanischer Kunst.

## Söhne und Töchter der Stadt
- Mitamura Engyo (1870–1952), Historiker und Autor
- Nishikawa Shōji (1884–1952), Physiker
- Suzuki Shintarō (1895–1989), Maler
- Nobutsugu Koenuma (1908–1946), Arzt
- Yumi Matsutōya (* 1954), J-Pop-Sängerin und Songschreiberin
- Hiroshi Yamada (* 1958), Politiker
- Hidetoshi Nishijima (* 1971), Schauspieler und Model
- Youki Kudoh (* 1971), Schauspielerin
- Kiyotaka Miyoshi (* 1985), Fußballspieler
- Tatsuya Arai (* 1988), Fußballspieler
- Takahiro Tanaka (* 1993), Fußballspieler
- Miku Takaichi (* 1994), Judoka
- Ryōya Iizumi (* 1995), Fußballspieler
- Ryūta Koike (* 1995), Fußballspieler
- Kiichi Yajima (* 1995), Fußballspieler
- Yoshitaka Aoki (* 1998), Fußballspieler

## Städtepartnerschaft
Hachiōji unterhält eine Städtepartnerschaft zur brandenburgischen Stadt Wriezen. Der in Hachiōji geborene Arzt Nobutsugu Koenuma ist Ehrenbürger von Wriezen.